# لیب‌پی‌ان‌جی
لیب‌پی‌ان‌جی (به انگلیسی: libpng) کتابخانه مرجع و رسمی برای کار با گرافیک قابل حمل در شبکه‌ها است. این کتابخانه مستقل از سکو نوشته شده است و بر روی سیستم‌عامل‌های مختلفی قابل استفاده است. این کتابخانه توابعی را در زبان برنامه‌نویسی سی در اختیار کاربر قرار می‌دهد که به کمک آنها می‌توان تصاویر پی‌ان‌جی را مدیریت کرد. این کتابخانه در ابتدا پی‌ان‌جی‌لیب (به انگلیسی: pnglib) نامیده می‌شد. این کتابخانه تقریباً از تمام قابلیت‌های پی‌ان‌جی پشتیبانی می‌کند و به صورت توسعه‌پذیر طراحی شده است و در طول ۱۶ سال توسعه، به شکل گسترده آزمایش شده و مورد استفاده قرار گرفته است. این کتابخانه برای رویه‌های فشرده‌سازی و خارج کردن از حالت فشرده از کتابخانه دیگری به نام زی‌لیب استفاده می‌کند. لیب‌پی‌ان‌جی تحت پروانه لیب‌پی‌ان‌جی عرضه می‌شود و یک نرم‌افزار آزاد است. پروانه این کتابخانه، یک پروانه سهل‌گیر است و هم به توسعه‌دهندگان نرم‌افزار آزاد، و هم به توسعه‌دهندگان نرم‌افزارهای انحصاری اجازه می‌دهد تا از این کتابخانه در برنامه‌های خود استفاده کنند. این کتابخانه یا به شکل مستقیم مورد استفاده قرار می‌گیرد یا اینکه از طریق کتابخانه‌های سطح بالاتر کار با تصاویر استفاده می‌شود.